# Damaso Rocha
Damaso Rocha (Porto Alegre, 11 de dezembro de 1909 — 14 de outubro de 1963) foi um político brasileiro. Exerceu o mandato de deputado federal constituinte pelo Rio Grande do Sul em 1946.